# Золотая малина (премия, 2005)
25-я церемония вручения наград премии «Золотая малина» за сомнительные заслуги в области кинематографа за 2004 год. Лауреаты были объявлены 26 февраля 2005 года.

## Лауреаты и номинанты
| Лауреаты — выделены отдельным цветом. |

| Категория                                  | Фотографии лауреатов                                                                            | Лауреаты и номинанты                             |
| ------------------------------------------ | ----------------------------------------------------------------------------------------------- | ------------------------------------------------ |
| Худший фильм                               |                                                                                                 | • «Женщина-кошка»                                |
| Худший фильм                               | • «Александр»                                                                                   |                                                  |
| Худший фильм                               | • «Пережить Рождество»                                                                          |                                                  |
| Худший фильм                               | • «Белые цыпочки»                                                                               |                                                  |
| Худший фильм                               | • «Супердетки: Вундеркинды 2»                                                                   |                                                  |
| Худшая мужская роль                        |                                                                                                 | • Джордж Буш — «Фаренгейт 9/11»                  |
| Худшая мужская роль                        | • Бен Аффлек — «Девушка из Джерси» и «Пережить Рождество»                                       |                                                  |
| Худшая мужская роль                        | • Вин Дизель — «Хроники Риддика»                                                                |                                                  |
| Худшая мужская роль                        | • Бен Стиллер — «А вот и Полли», «Вышибалы», «Старски и Хатч», «Телеведущий» и «Чёрная зависть» |                                                  |
| Худшая мужская роль                        | • Колин Фаррелл — «Александр»                                                                   |                                                  |
| Худшая женская роль                        |                                                                                                 | • Хэлли Берри — «Женщина-кошка»                  |
| Худшая женская роль                        | • Хилари Дафф — «История золушки» и «Суперзвезда»                                               |                                                  |
| Худшая женская роль                        | • Анджелина Джоли — «Александр» и «Забирая жизни»                                               |                                                  |
| Худшая женская роль                        | • Сёстры Олсен — «Мгновения Нью-Йорка»                                                          |                                                  |
| Худшая женская роль                        | • Шон Уэйанс и Марлон Уэйанс — в роле женщин в фильме «Белые цыпочки»                           |                                                  |
| Худшая мужская роль второго плана          |                                                                                                 | • Дональд Рамсфельд — «Фаренгейт 9/11»           |
| Худшая мужская роль второго плана          | • Джон Войт — «Супердетки: Вундеркинды 2»                                                       |                                                  |
| Худшая мужская роль второго плана          | • Арнольд Шварценеггер — «Вокруг света за 80 дней»                                              |                                                  |
| Худшая мужская роль второго плана          | • Ламбер Вильсон — «Женщина-кошка»                                                              |                                                  |
| Худшая мужская роль второго плана          | • Вэл Килмер — «Александр»                                                                      |                                                  |
| Худшая женская роль второго плана          |                                                                                                 | • Бритни Спирс — «Фаренгейт 9/11»                |
| Худшая женская роль второго плана          | • Кармен Электра — «Убойная парочка: Старски и Хатч»                                            |                                                  |
| Худшая женская роль второго плана          | • Дженнифер Лопес — «Девушка из Джерси»                                                         |                                                  |
| Худшая женская роль второго плана          | • Кондолиза Райс — «Фаренгейт 9/11»                                                             |                                                  |
| Худшая женская роль второго плана          | • Шэрон Стоун — «Женщина-кошка»                                                                 |                                                  |
| Худший актёрский дуэт                      |                                                                                                 | • Джордж Буш и Кондолиза Райс — «Фаренгейт 9/11» |
| Худший актёрский дуэт                      | • Бен Аффлек с Дженнифер Лопес, или с Лив Тайлер — «Девушка из Джерси»                          |                                                  |
| Худший актёрский дуэт                      | • Хэлли Берри с Бенджамином Брэттом, или с Шэрон Стоун — «Женщина-кошка»                        |                                                  |
| Худший актёрский дуэт                      | • Сёстры Олсен — «Мгновения Нью-Йорка»                                                          |                                                  |
| Худший актёрский дуэт                      | • Кинен Уэйанс и Шон Уэйанс — «Белые цыпочки»                                                   |                                                  |
| Худший приквел, сиквел, ремейк или плагиат |                                                                                                 | • «Скуби-Ду 2: Монстры на свободе»               |
| Худший приквел, сиквел, ремейк или плагиат | • «Чужой против Хищника»                                                                        |                                                  |
| Худший приквел, сиквел, ремейк или плагиат | • «Анаконда 2: Охота за проклятой орхидеей»                                                     |                                                  |
| Худший приквел, сиквел, ремейк или плагиат | • «Вокруг света за 80 дней»                                                                     |                                                  |
| Худший приквел, сиквел, ремейк или плагиат | • «Изгоняющий дьявола: Начало»                                                                  |                                                  |
| Худший режиссёр                            |                                                                                                 | • Питоф — «Женщина-кошка»                        |
| Худший режиссёр                            | • Боб Кларк — «Супердетки: Вундеркинды 2»                                                       |                                                  |
| Худший режиссёр                            | • Ренни Харлин и Пол Шредер — «Изгоняющий дьявола: Начало»                                      |                                                  |
| Худший режиссёр                            | • Оливер Стоун — «Александр»                                                                    |                                                  |
| Худший режиссёр                            | • Кинен Айвори Уэйанс — «Белые цыпочки»                                                         |                                                  |
| Худший сценарий                            |                                                                                                 | • Джон Роджерс — «Женщина-кошка»                 |
| Худший сценарий                            | • Оливер Стоун, Кристофер Кайл и Лаэта Калогридис — «Александр»                                 |                                                  |
| Худший сценарий                            | • Стивен Пол — «Супердетки: Вундеркинды 2»                                                      |                                                  |
| Худший сценарий                            | • Дебора Каплан и Гарри Элфонт — «Пережить Рождество»                                           |                                                  |
| Худший сценарий                            | • Кинен Уэйанс, Шон Уэйанс и Марлон Уэйанс — «Белые цыпочки»                                    |                                                  |

## Отдельные награды за прошедшие 25 лет
| Категория                         | Фотографии лауреатов              | Лауреаты и номинанты                 |
| --------------------------------- | --------------------------------- | ------------------------------------ |
| Худший неудачник за первые 25 лет |                                   | • Арнольд Шварценеггер (8 номинаций) |
| Худший неудачник за первые 25 лет | • Анджелина Джоли (7 номинаций)   |                                      |
| Худший неудачник за первые 25 лет | • Киану Ривз (7 номинаций)        |                                      |
| Худший неудачник за первые 25 лет | • Райан О’Нил (6 номинаций)       |                                      |
| Худший неудачник за первые 25 лет | • Ким Бейсингер (6 номинаций)     |                                      |
| Худшая драма за первые 25 лет     |                                   | • «Поле битвы: Земля» (2000)         |
| Худшая драма за первые 25 лет     | • «Одинокая леди» (1983)          |                                      |
| Худшая драма за первые 25 лет     | • «Дорогая мамочка» (1981)        |                                      |
| Худшая драма за первые 25 лет     | • «Шоугёлз» (1995)                |                                      |
| Худшая драма за первые 25 лет     | • «Унесённые» (2002)              |                                      |
| Худшая комедия за первые 25 лет   |                                   | • «Джильи» (2003)                    |
| Худшая комедия за первые 25 лет   | • «Приключения Плуто Нэша» (2002) |                                      |
| Худшая комедия за первые 25 лет   | • «Кот» (2003)                    |                                      |
| Худшая комедия за первые 25 лет   | • «Пошел ты, Фредди» (2001)       |                                      |
| Худшая комедия за первые 25 лет   | • «Леонард. Часть 6» (1987)       |                                      |
| Худший мюзикл за первые 25 лет    |                                   | • «От Джастина к Келли» (2003)       |
| Худший мюзикл за первые 25 лет    | • «Музыку не остановить» (1980)   |                                      |
| Худший мюзикл за первые 25 лет    | • «Блеск» (2001)                  |                                      |
| Худший мюзикл за первые 25 лет    | • «Горный хрусталь» (1984)        |                                      |
| Худший мюзикл за первые 25 лет    | • «Спайс Уорлд» (1998)            |                                      |
| Худший мюзикл за первые 25 лет    | • «Ксанаду» (1980)                |                                      |